# 皮奇馬維達縣

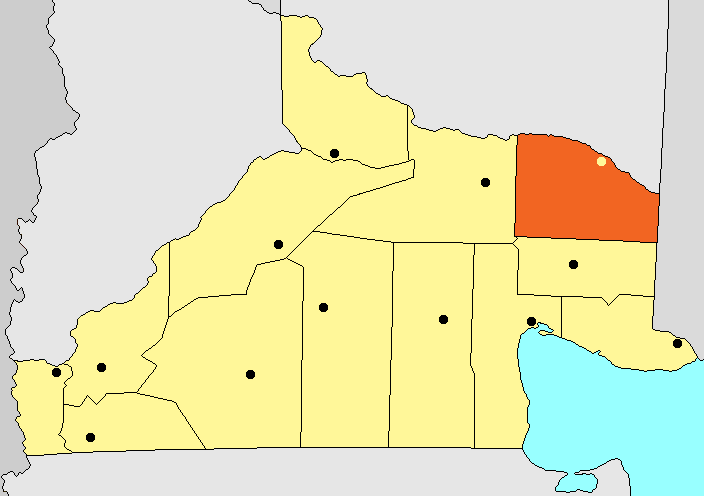

38°59′26″S 64°5′46″W / 38.99056°S 64.09611°W
皮奇馬維達縣（西班牙語：Departamento Pichi Mahuida），是阿根廷的縣份，位於該國中部內格羅河省，首府是里奧科洛拉多，面積15,378平方公里，2010年人口14,107，人口密度每平方公里0.92人。